# アディス・アベバ合意 (1972年)
アディス・アベバ合意（アディス・アベバごうい）は、1972年にエチオピアのアディスアベバで締結された、第一次スーダン内戦を終結させた合意。当時エチオピアの皇帝だったハイレ・セラシエ1世が仲裁した。
南部3州（アルイスティワーイーヤ・アーリアンニール・バルアルガザル）は自治を認められ、南部は分離独立を撤回、スーダン中央政府も統一イスラム国家構想およびアラブ諸国との統合の道を放棄することをうたった。